# 黃沁瑜
黃沁瑜（2000年8月30日—），綽號小白，臺灣女子籃球運動員，現效力於台電女籃。黃沁瑜由奶奶拉拔長大，國小五年級開始打籃球，由於身材瘦弱，家人深怕會受傷而反對黃沁瑜踏上籃球路，但在黃沁瑜堅持下以及家人妥協後加入大成國中，高中進入南湖女籃，高中畢業後來到佛光大學，成為少數非同體系的普門球員。大學最後一年黃沁瑜留下場均7.8分、6.1籃板、2.6助攻的成績，2022年7月在WSBL選秀第二輪獲得台電女籃青睞。

## 外部連結
- 黃沁瑜在Eurobasket.com（球員）（英语）
- 黃沁瑜在Eurobasket.com（球員）（英语）
- 黃沁瑜的Instagram帳戶